# 루베쓰촌

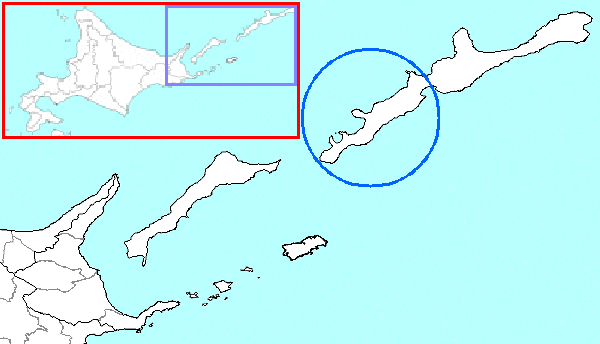
루베쓰 촌의 위치

루베쓰촌(일본어: 留別村)은 일본 홋카이도 네무로 지청 관내의 에토로후 군에 있는 촌이다. 면적은 1,450.24km2이고 인구는 1940년 국세조사 때 2,814명이었다. 촌명의 유래는 아이누어의 ‘르·펫’(=길·강)이다.
이 지역은 러시아의 실질적인 지배 상태에 있다. 해당 지역의 영유권에 관한 자세한 것은 쿠릴 열도 및 쿠릴 열도 분쟁의 항목을 참조하라.

## 지리
이투루프 섬(일본명 에토로후 섬)의 남서측, 거의 반을 차지하고 쿠나시르 수도를 사이에 두고 쿠나시르 섬(일본명 구나시리 섬)의 아토이야 곶과는 약 20km의 거리이다. 지세는 평야가 많아, 호수와 늪도 발달하고 있다. 또 모에소 만과 히토캇푸 만, 포로노트 만 등의 천연의 양항이 많아 풍족하다.
중심 취락인 루베쓰는 어업의 중심지이자 또 섬의 양안을 묶는 교통의 요소로서 발전했다. 한편, 겨울에 유빙으로 닫히는 루베쓰 항을 보충하는 형태로 남해안의 히토캇푸 만에 접하는 해 도시모에도 발전했고, 쇼와 시대에는 에토로후 섬 산업의 중심이 되어 인구도 계속 증가했다.

### 인접한 자치체
- 네무로 지청
  - 샤나군 : 샤나촌

## 역사
- 1945년 8월 28일 - 루베쓰 만에 소련군이 상륙하였다.
- 1946년 2월 1일 - 소련 정부가 영유를 선언했다.
- 1947년 10월 - 주민들이 강제송환으로 사할린섬에 보내졌다.

## 경제
섬의 북서쪽 기슭(니시마에)과 남동쪽 기슭(히가시마에)에서 산물이 달라 주로 서쪽이 어업, 동쪽이 채조업을 했다. 냉장선이 연안을 순회해, 정치망의 어획을 회수하고 네무로에 출시하였다.